# Kaple svatého Šebestiána (Uherské Hradiště)
Kaple svatého Šebestiána je barokní kaple na Palackého náměstí v Uherském Hradišti. Byla postavena roku 1715 městskou vojenskou posádkou na poděkování za odvrácení morové epidemie. O stavbě informuje latinský nápis na kartuši v průčelí, jehož doslovný překlad zní: „Za času moru zbožná císařská posádka nechala postavit”. Kaple byla vysvěcena 16. srpna 1715. V roce 1969 byla hydraulicky nadzvednuta a přesunuta o cca deset metrů na nové základy za využití technologie československého patentu Dr. Wünsche a Ing. Šuláka. Stejný postup byl o šest let později zopakován při přesunu kostela Nanebevzetí Panny Marie v Mostě.